# Cipeles
Cipeles is een bestuurslaag in het regentschap Sumedang van de provincie West-Java, Indonesië. Cipeles telt 2274 inwoners (volkstelling 2010).